# Nagy Lajos (tanár, 1870–1961)
Nagy Lajos (Füzesgyarmat, 1870. augusztus 25. – Békés, 1961. május 24.) református gimnáziumi tanár.

## Élete
Apja Nagy Sándor molnár és iparos volt, anyja Papp Julianna. A főgimnáziumot Békésen (1882-86), majd Debrecenben végezte 1890-ben. A budapesti egyetem bölcseleti karának hallgatója volt. 1898. február 5-én tett tanári vizsgát a magyar és latin nyelvből. Mint tanárjelölt a gyakorló gimnáziumban (1896. szeptember-december) működött. Tanár volt Karcagon (1896. december-1897. június); majd a békési református gimnázium tanára lett, itt is hunyt el 1961-ben. Felesége Kéri Olga Margit volt, akivel 1898-ban kötött házasságot.
Cikke a békési református gimnázium Értesítőjében (1899. A protestáns iskolai dráma megalapítása. Ism. Egyet. Philol. Közlöny 1900.); írt még a karcagi Nagykunság és Vidékébe és a békési helyi lapba.